# アンノーネ・ヴェーネト
アンノーネ・ヴェーネト（伊: Annone Veneto）は、イタリア共和国ヴェネト州ヴェネツィア県にある、人口約3,800人の基礎自治体（コムーネ）。

## 地理

### 位置・広がり

#### 隣接コムーネ
隣接するコムーネは以下の通り。括弧内のPNはポルデノーネ県、TVはトレヴィーゾ県所属を示す。
- メドゥーナ・ディ・リヴェンツァ (TV)
- モッタ・ディ・リヴェンツァ (TV)
- ポルトグルアーロ
- プラマッジョーレ
- プラヴィズドーミニ (PN)
- サント・スティーノ・ディ・リヴェンツァ

### 気候分類・地震分類
気候分類では、zona E, 2649 GGに分類される。
また、イタリアの地震リスク階級 (it) では、zona 3 (sismicità bassa) に分類される。

## 行政

### 分離集落
アンノーネ・ヴェーネトには、以下の分離集落（フラツィオーネ）がある。
- Giai, Loncon, Spadacenta

## 姉妹都市
- アンノーネ・ディ・ブリアンツァ、イタリア
- カステッロ・ディ・アンノーネ、イタリア